# Trochalus sudanensis
Trochalus sudanensis är en skalbaggsart som beskrevs av Moser 1916. Trochalus sudanensis ingår i släktet Trochalus och familjen Melolonthidae. Inga underarter finns listade i Catalogue of Life.